# Nissan Murano
O Murano é um utilitário esportivo de porte médio da Nissan, desenvolvido especialmente para o mercado norte-americano.
Algumas versões desse modelo são equipadas com transmissão continuamente variável (Câmbio CVT).

## Galeria
- Primeira geração (2003-07)
- Segunda geração (2009-14)
- Terceira geração (2015-presente)